# Solanum paralum
Solanum paralum är en potatisväxtart som beskrevs av Lynn Bohs. Solanum paralum ingår i släktet skattor som ingår i familjen potatisväxter. IUCN kategoriserar arten globalt som starkt hotad. Inga underarter finns listade i Catalogue of Life.